# Campeonato Nacional de Interligas 2019-20
El Campeonato Nacional de Interligas de la temporada 2019-20 fue la cuadragésima segunda edición del máximo evento a nivel de selecciones de fútbol de las federaciones del interior de Paraguay. El campeonato es organizado por la Unión del Fútbol del Interior y en esta edición participaron 35 ligas de los 17 departamentos de Paraguay. El torneo, en su etapa interdepartamental, inició el 17 de noviembre de 2019.
La Liga Deportiva de Pastoreo, del Distrito de Pastoreo del Departamento de Caaguazú, se coronó campeona por primera vez en su historia ganando el derecho de disputar el campeonato de la División Intermedia y también la Copa San Isidro de Curuguaty, ante el campeón uruguayo de la Copa Nacional de Selecciones del Interior.

## Sistema de competición
Consta de dos fases, en la primera se conforman llaves donde los mejores clasifican a la siguiente fase y la segunda es la fase de eliminación directa.

## Primera fase
En la primera fase, los equipos de las 35 ligas fueron divididas en 16 llaves de dos equipos y 1 de tres, ordenados de acuerdo con la proximidad geográfica. Esta fase se disputará por puntos a través de encuentros de ida y vuelta, con excepción de la llave de 3 equipos, donde solo se disputará la ida, a fin de que todos los participantes tengan el mismo número de partidos disputados.
Criterios de Desempate
Si los equipos terminan sus partidos empatados en puntos se tendrá en cuenta la diferencia de gol y de persistir la paridad se ejecutarán penales para definir al equipo mejor ubicado en la llave.

## Equipos participantes
| Departamento     | Ciudad                                                          | Equipo | Vía de Clasificación |
| ---------------- | --------------------------------------------------------------- | --- | --- |
| Concepción       | Concepción                                                      | Liga Concepcionera de Fútbol                                                                                        | Campeón del Torneo Interligas de Concepción 2019 |
| San Pedro        | Santa Rosa del Aguaray Choré Guayaibí                           | Liga Santarroseña de Deportes Liga Deportiva de Choré Liga Deportiva de Guajayvi                                    | Campeón del Torneo Interligas de San Pedro 2019 Vicecampeón del Torneo Interligas de San Pedro 2019 Tercer Puesto del Torneo Interligas de San Pedro 2019                |
| Cordillera       | Arroyos y Esteros Caacupé Emboscada                             | Liga Arroyense de Fútbol Liga Caacupeña de Fútbol Liga Emboscadeña de Deportes                                      | Campeón del Torneo Interligas de Cordillera 2019 Vicecampeón del Torneo Interligas de Cordillera 2019 Tercer Puesto del Torneo Interligas de Cordillera 2019             |
| Guairá           | Independencia Paso Yobai                                        | Liga Independencia de Fútbol Liga Deportiva Paso Yobai                                                              | Campeón del Torneo Interligas de Guairá 2019 Vicecampeón del Torneo Interligas de Guairá 2019                                                                            |
| Caaguazú         | Santa Rosa del Mbutuy Tres de Febrero Doctor Juan Manuel Frutos | Liga Santarroseña de Fútbol Liga Deportiva 3 de Febrero Liga Deportiva de Pastoreo                                  | Campeón del Torneo Interligas de Caaguazú 2019 Vicecampeón del Torneo Interligas de Caaguazú 2019 Tercer Puesto del Torneo Interligas de Caaguazú 2019                   |
| Caazapá          | Caazapá Fulgencio Yegros                                        | Liga Caazapeña de Fútbol Liga Yegreña de Fútbol                                                                     | Campeón del Torneo Interligas de Caazapá 2019 Vicecampeón del Torneo Interligas de Caazapá 2019                                                                          |
| Itapúa           | Mayor Otaño Encarnación San Pedro del Paraná                    | Liga Otañense de Fútbol Liga Encarnacena de Fútbol Liga Tebicuary de Fútbol                                         | Campeón del Torneo Interligas de Itapúa 2019 Vicecampeón del Torneo Interligas de Itapúa 2019 Tercer Puesto del Torneo Interligas de Itapúa 2019                         |
| Misiones         | Santa Rosa                                                      | Liga Misionera del Sur                                                                                              | Campeón del Torneo Interligas de Misiones 2019 |
| Paraguarí        | Paraguarí Ybycuí Tebicuarymí                                    | Liga Regional de Fútbol Paraguarí Liga Agrícola de Fútbol Liga Tebicuarymiense de Fútbol                            | Campeón del Torneo Interligas de Paraguarí 2019 Vicecampeón del Torneo Interligas de Paraguarí 2019 Tercer Puesto del Torneo Interligas de Paraguarí 2019                |
| Alto Paraná      | Minga Guazú Hernandarias                                        | Liga Minguera de Fútbol Liga Hernandariense de Fútbol                                                               | Campeón del Torneo Interligas de Alto Paraná 2019 Vicecampeón del Torneo Interligas de Alto Paraná 2019                                                                  |
| Central          | Areguá Lambaré Guarambaré Ypacaraí                              | Liga Regional Aregueña de Fútbol Liga Lambareña de Futbol Liga Central de Deportes Liga Regional de Fútbol Ypacaraí | Campeón del Torneo Interligas de Central 2019 Vicecampeón del Torneo Interligas de Central 2019 Tercer Puesto del Torneo Interligas de Central 2019 Sede de Inauguración |
| Ñeembucú         | Pilar San Juan Bautista del Ñeembucú                            | Liga Pilarense de Fútbol Liga Ganadera de Futbol Ñeembucu                                                           | Subcampeón Nacional Interligas 2017 y, Campeón del Torneo Interligas de Ñeembucú 2019 Subcampeón Torneo Interligas de Ñeembucú 2019                                      |
| Amambay          | Pedro Juan Caballero                                            | Liga Deportiva del Amambay                                                                                          | Campeón del Torneo Interligas de Amambay 2019 |
| Canindeyú        | Curuguaty Maracaná                                              | Liga Curuguateña de Fútbol Liga Maracaná de Fútbol                                                                  | Campeón del Torneo Interligas de Canindeyú 2019 Vicecampeón del Torneo Interligas de Canindeyú 2019                                                                      |
| Presidente Hayes | Villa Hayes                                                     | Liga Villahayense de Fútbol                                                                                         | Campeón del Torneo Interligas de Presidente Hayes 2019 |
| Boquerón         | Filadelfia                                                      | Liga Deportiva Defensores del Chaco                                                                                 | Campeón del Torneo Interligas de Boquerón 2019 |
| Alto Paraguay    | Puerto Casado                                                   | Liga Deportiva Casadeña                                                                                             | Campeón del Torneo Interligas de Alto Paraguay 2019 |

## Primera fase
Los días en que disputaron las fechas, están señaladas a continuación:
- Fecha 1: 17 y 24 de noviembre
- Fecha 2: 24 de noviembre y 1 de diciembre
- Fecha 3: 4 de diciembre

|  |  |

### Llave 1
| Equipo                              | Pts | PJ | PG | PE | PP | GF | GC | DG |
| ----------------------------------- | --- | -- | -- | -- | -- | -- | -- | -- |
| Liga Deportiva Casadeña             | 6   | 2  | 2  | 0  | 0  | 5  | 1  | 4  |
| Liga Deportiva Defensores del Chaco | 0   | 2  | 0  | 0  | 2  | 1  | 5  | -4 |

| Fecha 1 | Liga Deportiva Casadeña             | 2 - 1 | Liga Deportiva Defensores del Chaco |
| Fecha 2 | Liga Deportiva Defensores del Chaco | 0 - 3 | Liga Deportiva Casadeña             |

### Llave 2
| Equipo                       | Pts | PJ | PG | PE | PP | GF | GC | DG |
| ---------------------------- | --- | -- | -- | -- | -- | -- | -- | -- |
| Liga Villahayense de Fútbol  | 4   | 2  | 1  | 1  | 0  | 4  | 0  | 4  |
| Liga Concepcionera de Fútbol | 1   | 2  | 0  | 1  | 1  | 0  | 4  | -4 |

| Fecha 1 | Liga Concepcionera de Fútbol | 0 - 0 | Liga Villahayense de Fútbol  |
| Fecha 2 | Liga Villahayense de Fútbol  | 4 - 0 | Liga Concepcionera de Fútbol |

### Llave 3
| Equipo                        | Pts | PJ | PG | PE | PP | GF | GC | DG |
| ----------------------------- | --- | -- | -- | -- | -- | -- | -- | -- |
| Liga Deportiva del Amambay    | 3   | 2  | 1  | 0  | 1  | 3  | 1  | 2  |
| Liga Santarroseña de Deportes | 3   | 2  | 1  | 0  | 1  | 1  | 3  | -2 |

| Fecha 1 | Liga Santarroseña de Deportes | 1 - 0 | Liga Deportiva del Amambay    |
| Fecha 2 | Liga Deportiva del Amambay    | 3 - 0 | Liga Santarroseña de Deportes |

### Llave 4
| Equipo                  | Pts | PJ | PG | PE | PP | GF | GC | DG  |
| ----------------------- | --- | -- | -- | -- | -- | -- | -- | --- |
| Liga Minguera de Fútbol | 6   | 2  | 2  | 0  | 0  | 13 | 2  | 11  |
| Liga Maracaná de Fútbol | 0   | 2  | 0  | 0  | 2  | 2  | 13 | -11 |

| Fecha 1 | Liga Minguera de Fútbol | 11 - 1 | Liga Maracaná de Fútbol |
| Fecha 2 | Liga Maracaná de Fútbol | 1 - 2  | Liga Minguera de Fútbol |

### Llave 5
| Equipo                       | Pts | PJ | PG | PE | PP | GF | GC | DG |
| ---------------------------- | --- | -- | -- | -- | -- | -- | -- | -- |
| Liga Tebicuary de Fútbol     | 4   | 2  | 1  | 1  | 0  | 5  | 3  | 2  |
| Liga Independencia de Fútbol | 1   | 2  | 0  | 1  | 1  | 3  | 5  | -2 |

| Fecha 1 | Liga Tebicuary de Fútbol     | 4 - 2 | Liga Independencia de Fútbol |
| Fecha 2 | Liga Independencia de Fútbol | 1 - 1 | Liga Tebicuary de Fútbol     |

### Llave 6
| Equipo                   | Pts | PJ | PG | PE | PP | GF | GC | DG |
| ------------------------ | --- | -- | -- | -- | -- | -- | -- | -- |
| Liga Misionera del Sur   | 3   | 2  | 1  | 0  | 1  | 4  | 3  | 1  |
| Liga Pilarense de Fútbol | 3   | 2  | 1  | 0  | 1  | 3  | 4  | -1 |

| Fecha 1 | Liga Pilarense de Fútbol | 1 - 4 | Liga Misionera del Sur   |
| Fecha 2 | Liga Misionera del Sur   | 0 - 2 | Liga Pilarense de Fútbol |

### Llave 7
| Equipo                  | Pts | PJ | PG | PE | PP | GF | GC | DG |
| ----------------------- | --- | -- | -- | -- | -- | -- | -- | -- |
| Liga Yegreña de Fútbol  | 3   | 2  | 1  | 0  | 1  | 2  | 2  | 0  |
| Liga Otañense de Fútbol | 3   | 2  | 1  | 0  | 1  | 2  | 2  | 0  |

| Fecha 1 | Liga Otañense de Fútbol | 1 - 0 | Liga Yegreña de Fútbol  |
| Fecha 2 | Liga Yegreña de Fútbol  | 2 - 1 | Liga Otañense de Fútbol |

### Llave 8
| Equipo                            | Pts | PJ | PG | PE | PP | GF | GC | DG |
| --------------------------------- | --- | -- | -- | -- | -- | -- | -- | -- |
| Liga Regional de Fútbol Paraguarí | 6   | 2  | 2  | 0  | 0  | 5  | 1  | 4  |
| Liga Deportiva Paso Yobai         | 0   | 2  | 0  | 0  | 2  | 1  | 5  | -4 |

| Fecha 1 | Liga Regional de Fútbol Paraguarí | 2 - 1 | Liga Deportiva Paso Yobai         |
| Fecha 2 | Liga Deportiva Paso Yobai         | 0 - 3 | Liga Regional de Fútbol Paraguarí |

### Llave 9
| Equipo                        | Pts | PJ | PG | PE | PP | GF | GC | DG |
| ----------------------------- | --- | -- | -- | -- | -- | -- | -- | -- |
| Liga Hernandariense de Fútbol | 4   | 2  | 1  | 1  | 0  | 3  | 1  | 2  |
| Liga Curuguateña de Fútbol    | 1   | 2  | 0  | 1  | 1  | 1  | 3  | -2 |

| Fecha 1 | Liga Hernandariense de Fútbol | 2 - 0 | Liga Curuguateña de Fútbol    |
| Fecha 2 | Liga Curuguateña de Fútbol    | 1 - 1 | Liga Hernandariense de Fútbol |

### Llave 10
| Equipo                       | Pts | PJ | PG | PE | PP | GF | GC | DG |
| ---------------------------- | --- | -- | -- | -- | -- | -- | -- | -- |
| Liga Emboscadeña de Deportes | 3   | 2  | 1  | 0  | 1  | 2  | 2  | 0  |
| Liga Deportiva de Guajayvi   | 3   | 2  | 1  | 0  | 1  | 2  | 2  | 0  |

| Fecha 1 | Liga Emboscadeña de Deportes | 0 - 1 | Liga Deportiva de Guajayvi   |
| Fecha 2 | Liga Deportiva de Guajayvi   | 1 - 2 | Liga Emboscadeña de Deportes |

### Llave 11
| Equipo                      | Pts | PJ | PG | PE | PP | GF | GC | DG |
| --------------------------- | --- | -- | -- | -- | -- | -- | -- | -- |
| Liga Deportiva de Choré     | 4   | 2  | 1  | 1  | 0  | 4  | 3  | 1  |
| Liga Deportiva 3 de Febrero | 1   | 2  | 0  | 1  | 1  | 3  | 4  | -1 |

| Fecha 1 | Liga Deportiva de Choré     | 3 - 2 | Liga Deportiva 3 de Febrero |
| Fecha 2 | Liga Deportiva 3 de Febrero | 1 - 1 | Liga Deportiva de Choré     |

### Llave 12
| Equipo                      | Pts | PJ | PG | PE | PP | GF | GC | DG |
| --------------------------- | --- | -- | -- | -- | -- | -- | -- | -- |
| Liga Caacupeña de Fútbol    | 3   | 2  | 1  | 0  | 1  | 6  | 5  | 1  |
| Liga Santarroseña de Fútbol | 3   | 2  | 1  | 0  | 1  | 5  | 6  | -1 |

| Fecha 1 | Liga Santarroseña de Fútbol | 5 - 1 | Liga Caacupeña de Fútbol    |
| Fecha 2 | Liga Caacupeña de Fútbol    | 5 - 0 | Liga Santarroseña de Fútbol |

### Llave 13
| Equipo                     | Pts | PJ | PG | PE | PP | GF | GC | DG |
| -------------------------- | --- | -- | -- | -- | -- | -- | -- | -- |
| Liga Deportiva de Pastoreo | 6   | 2  | 2  | 0  | 0  | 8  | 3  | 5  |
| Liga Lambareña de Futbol   | 0   | 2  | 0  | 0  | 2  | 3  | 8  | -5 |

| Fecha 1 | Liga Deportiva de Pastoreo | 2 - 0 | Liga Lambareña de Futbol   |
| Fecha 2 | Liga Lambareña de Futbol   | 3 - 6 | Liga Deportiva de Pastoreo |

### Llave 14
| Equipo                   | Pts | PJ | PG | PE | PP | GF | GC | DG |
| ------------------------ | --- | -- | -- | -- | -- | -- | -- | -- |
| Liga Arroyense de Fútbol | 6   | 2  | 2  | 0  | 0  | 5  | 1  | 4  |
| Liga Central de Deportes | 0   | 2  | 0  | 0  | 2  | 1  | 5  | -4 |

| Fecha 1 | Liga Central de Deportes | 0 - 3 | Liga Arroyense de Fútbol |
| Fecha 2 | Liga Arroyense de Fútbol | 2 - 1 | Liga Central de Deportes |

### Llave 15
| Equipo                           | Pts | PJ | PG | PE | PP | GF | GC | DG |
| -------------------------------- | --- | -- | -- | -- | -- | -- | -- | -- |
| Liga Regional Aregueña de Fútbol | 3   | 2  | 1  | 0  | 1  | 8  | 4  | 4  |
| Liga Tebicuarymiense de Fútbol   | 3   | 2  | 1  | 0  | 1  | 4  | 8  | -4 |

| Fecha 1 | Liga Tebicuarymiense de Fútbol   | 1 - 6 | Liga Regional Aregueña de Fútbol |
| Fecha 2 | Liga Regional Aregueña de Fútbol | 2 - 3 | Liga Tebicuarymiense de Fútbol   |

### Llave 16
| Equipo                           | Pts | PJ | PG | PE | PP | GF | GC | DG |
| -------------------------------- | --- | -- | -- | -- | -- | -- | -- | -- |
| Liga Regional de Fútbol Ypacaraí | 6   | 2  | 2  | 0  | 0  | 8  | 0  | 8  |
| Liga Agrícola de Fútbol          | 3   | 2  | 1  | 0  | 1  | 3  | 5  | -2 |
| Liga Ganadera de Futbol          | 0   | 2  | 0  | 0  | 2  | 1  | 7  | -6 |

| Fecha 1 | Liga Regional de Fútbol Ypacaraí | 4 - 0 | Liga Agrícola de Fútbol          |
| Fecha 2 | Liga Agrícola de Fútbol          | 3 - 1 | Liga Ganadera de Futbol          |
| Fecha 3 | Liga Ganadera de Futbol          | 0 - 4 | Liga Regional de Fútbol Ypacaraí |

### Llave 17
| Equipo                     | Pts | PJ | PG | PE | PP | GF | GC | DG |
| -------------------------- | --- | -- | -- | -- | -- | -- | -- | -- |
| Liga Encarnacena de Fútbol | 6   | 2  | 2  | 0  | 0  | 6  | 0  | 6  |
| Liga Caazapeña de Fútbol   | 0   | 2  | 0  | 0  | 2  | 0  | 6  | -6 |

| Fecha 1 | Liga Caazapeña de Fútbol   | 0 - 4 | Liga Encarnacena de Fútbol |
| Fecha 2 | Liga Encarnacena de Fútbol | 2 - 0 | Liga Caazapeña de Fútbol   |

## Segunda fase
Las 18 ligas se agruparon en 9 llaves de 2 ligas cada.
En cada llave se jugaron partidos de ida y vuelta, oficiando cada liga un partido de local y otro de visitante.
Los días en que se disputaron las fechas, están señaladas a continuación:
- Fecha 1: 7 y 8 de diciembre.
- Fecha 2: 14 y 15 de diciembre.

|  |  |

### Llave 1
| Equipo                      | Pts | PJ | PG | PE | PP | GF | GC | DG |
| --------------------------- | --- | -- | -- | -- | -- | -- | -- | -- |
| Liga Deportiva Casadeña     | 6   | 2  | 2  | 0  | 0  | 4  | 2  | 2  |
| Liga Villahayense de Fútbol | 0   | 2  | 0  | 0  | 2  | 2  | 4  | -2 |

| Fecha 1 | Liga Deportiva Casadeña     | 3 - 2 | Liga Villahayense de Fútbol |
| Fecha 2 | Liga Villahayense de Fútbol | 0 - 1 | Liga Deportiva Casadeña     |

### Llave 2
| Equipo                     | Pts | PJ | PG | PE | PP | GF | GC | DG |
| -------------------------- | --- | -- | -- | -- | -- | -- | -- | -- |
| Liga Minguera de Fútbol    | 3   | 2  | 1  | 0  | 1  | 5  | 2  | 3  |
| Liga Deportiva del Amambay | 3   | 2  | 1  | 0  | 1  | 2  | 5  | -3 |

| Fecha 1 | Liga Deportiva del Amambay | 2 - 1 | Liga Minguera de Fútbol    |
| Fecha 2 | Liga Minguera de Fútbol    | 4 - 0 | Liga Deportiva del Amambay |

### Llave 3
| Equipo                   | Pts | PJ | PG | PE | PP | GF | GC | DG |
| ------------------------ | --- | -- | -- | -- | -- | -- | -- | -- |
| Liga Tebicuary de Fútbol | 3   | 2  | 1  | 0  | 1  | 7  | 6  | 1  |
| Liga Misionera del Sur   | 3   | 2  | 1  | 0  | 1  | 6  | 7  | -1 |

| Fecha 1 | Liga Tebicuary de Fútbol | 3 - 1 | Liga Misionera del Sur   |
| Fecha 2 | Liga Misionera del Sur   | 5 - 4 | Liga Tebicuary de Fútbol |

### Llave 4
| Equipo                            | Pts | PJ | PG | PE | PP | GF | GC | DG |
| --------------------------------- | --- | -- | -- | -- | -- | -- | -- | -- |
| Liga Regional de Fútbol Paraguarí | 4   | 2  | 1  | 1  | 0  | 2  | 0  | 2  |
| Liga Yegreña de Fútbol            | 1   | 2  | 0  | 1  | 1  | 0  | 2  | -2 |

| Fecha 1 | Liga Yegreña de Fútbol            | 0 - 0 | Liga Regional de Fútbol Paraguarí |
| Fecha 2 | Liga Regional de Fútbol Paraguarí | 2 - 0 | Liga Yegreña de Fútbol            |

### Llave 5
| Equipo                        | Pts | PJ | PG | PE | PP | GF | GC | DG |
| ----------------------------- | --- | -- | -- | -- | -- | -- | -- | -- |
| Liga Hernandariense de Fútbol | 6   | 2  | 2  | 0  | 0  | 3  | 1  | 2  |
| Liga Emboscadeña de Deportes  | 0   | 2  | 0  | 0  | 2  | 1  | 3  | -2 |

| Fecha 1 | Liga Emboscadeña de Deportes  | 1 - 2 | Liga Hernandariense de Fútbol |
| Fecha 2 | Liga Hernandariense de Fútbol | 1 - 0 | Liga Emboscadeña de Deportes  |

### Llave 6
| Equipo                   | Pts | PJ | PG | PE | PP | GF | GC | DG |
| ------------------------ | --- | -- | -- | -- | -- | -- | -- | -- |
| Liga Caacupeña de Fútbol | 3   | 2  | 1  | 0  | 1  | 2  | 1  | 1  |
| Liga Deportiva de Choré  | 3   | 2  | 1  | 0  | 1  | 1  | 2  | -1 |

| Fecha 1 | Liga Caacupeña de Fútbol | 2 - 0 | Liga Deportiva de Choré  |
| Fecha 2 | Liga Deportiva de Choré  | 1 - 0 | Liga Caacupeña de Fútbol |

### Llave 7
| Equipo                     | Pts | PJ | PG | PE | PP | GF | GC | DG |
| -------------------------- | --- | -- | -- | -- | -- | -- | -- | -- |
| Liga Deportiva de Pastoreo | 4   | 2  | 1  | 1  | 0  | 5  | 2  | 3  |
| Liga Arroyense de Fútbol   | 1   | 2  | 0  | 1  | 1  | 2  | 5  | -3 |

| Fecha 1 | Liga Arroyense de Fútbol   | 1 - 1 | Liga Deportiva de Pastoreo |
| Fecha 2 | Liga Deportiva de Pastoreo | 4 - 1 | Liga Arroyense de Fútbol   |

### Llave 8
| Equipo                               | Pts | PJ | PG | PE | PP | GF | GC | DG |
| ------------------------------------ | --- | -- | -- | -- | -- | -- | -- | -- |
| Liga Regional de Fútbol Ypacaraí (p) | 2   | 2  | 0  | 2  | 0  | 2  | 2  | 0  |
| Liga Regional Aregueña de Fútbol     | 2   | 2  | 0  | 2  | 0  | 2  | 2  | 0  |

| Fecha 1 | Liga Regional Aregueña de Fútbol | 1 - 1           | Liga Regional de Fútbol Ypacaraí |
| Fecha 2 | Liga Regional de Fútbol Ypacaraí | 1 - 1 (4:3 (p)) | Liga Regional Aregueña de Fútbol |

### Llave 9
| Equipo                     | Pts | PJ | PG | PE | PP | GF | GC | DG |
| -------------------------- | --- | -- | -- | -- | -- | -- | -- | -- |
| Liga Encarnacena de Fútbol | 4   | 2  | 1  | 1  | 0  | 3  | 2  | 1  |
| Liga Agrícola de Fútbol    | 1   | 2  | 0  | 2  | 1  | 2  | 3  | -1 |

| Fecha 1 | Liga Agrícola de Fútbol    | 1 - 2 | Liga Encarnacena de Fútbol |
| Fecha 2 | Liga Encarnacena de Fútbol | 1 - 1 | Liga Agrícola de Fútbol    |

## Tercera fase
Las 9 ligas se agruparon en 3 llaves de 3 ligas cada. En cada llave se jugaron partidos únicos oficiando cada liga un partido de local y otro de visitante. Los días en que se disputaron las fechas, están señaladas a continuación:
- Fecha 1: 22 de diciembre
- Fecha 2: 29 de diciembre
- Fecha 3: 5 de enero

|  |  |

### Llave 1
| Equipo                   | Pts | PJ | PG | PE | PP | GF | GC | DG |
| ------------------------ | --- | -- | -- | -- | -- | -- | -- | -- |
| Liga Tebicuary de Fútbol | 6   | 2  | 2  | 0  | 0  | 3  | 0  | 3  |
| Liga Deportiva Casadeña  | 3   | 2  | 1  | 0  | 1  | 3  | 4  | -1 |
| Liga Minguera de Fútbol  | 0   | 2  | 0  | 0  | 2  | 2  | 4  | -2 |

| Fecha 1 | Liga Tebicuary de Fútbol | 2 - 0 | Liga Deportiva Casadeña  |
| Fecha 2 | Liga Minguera de Fútbol  | 0 - 1 | Liga Tebicuary de Fútbol |
| Fecha 3 | Liga Deportiva Casadeña  | 3 - 2 | Liga Minguera de Fútbol  |

### Llave 2
| Equipo                            | Pts | PJ | PG | PE | PP | GF | GC | DG |
| --------------------------------- | --- | -- | -- | -- | -- | -- | -- | -- |
| Liga Hernandariense de Fútbol     | 4   | 2  | 1  | 1  | 0  | 4  | 2  | 2  |
| Liga Regional de Fútbol Paraguarí | 3   | 2  | 1  | 0  | 1  | 4  | 3  | 1  |
| Liga Caacupeña de Fútbol          | 1   | 2  | 0  | 1  | 1  | 3  | 6  | -3 |

| Fecha 1 | Liga Caacupeña de Fútbol          | 2 - 2 | Liga Hernandariense de Fútbol     |
| Fecha 2 | Liga Regional de Fútbol Paraguarí | 4 - 1 | Liga Caacupeña de Fútbol          |
| Fecha 3 | Liga Hernandariense de Fútbol     | 2 - 0 | Liga Regional de Fútbol Paraguarí |

### Llave 3
| Equipo                           | Pts | PJ | PG | PE | PP | GF | GC | DG |
| -------------------------------- | --- | -- | -- | -- | -- | -- | -- | -- |
| Liga Deportiva de Pastoreo       | 3   | 2  | 1  | 0  | 1  | 4  | 4  | 0  |
| Liga Encarnacena de Fútbol       | 3   | 2  | 1  | 0  | 1  | 3  | 3  | 0  |
| Liga Regional de Fútbol Ypacaraí | 3   | 2  | 1  | 0  | 1  | 2  | 2  | 0  |

| Fecha 1 | Liga Regional de Fútbol Ypacaraí | 2 - 1 | Liga Deportiva de Pastoreo       |
| Fecha 2 | Liga Encarnacena de Fútbol       | 1 - 0 | Liga Regional de Fútbol Ypacaraí |
| Fecha 3 | Liga Deportiva de Pastoreo       | 3 - 2 | Liga Encarnacena de Fútbol       |

## Cuarta fase
Las 6 ligas se agruparon en 2 llaves de 3 ligas cada. En cada llave se jugaron partidos únicos oficiando cada liga un partido de local y otro de visitante. Los días en que se disputaron las fechas, están señaladas a continuación:
- Fecha 1: 12 de enero
- Fecha 2: 19 de enero
- Fecha 3: 26 de enero

|  |  |

### Llave 1
| Equipo                        | Pts | PJ | PG | PE | PP | GF | GC | DG |
| ----------------------------- | --- | -- | -- | -- | -- | -- | -- | -- |
| Liga Deportiva de Pastoreo    | 4   | 2  | 1  | 1  | 0  | 3  | 1  | 2  |
| Liga Hernandariense de Fútbol | 2   | 2  | 0  | 2  | 0  | 2  | 2  | 0  |
| Liga Tebicuary de Fútbol      | 1   | 2  | 0  | 1  | 1  | 1  | 3  | -2 |

| Fecha 1 | Liga Deportiva de Pastoreo    | 2 - 0 | Liga Tebicuary de Fútbol      |
| Fecha 2 | Liga Hernandariense de Fútbol | 1 - 1 | Liga Deportiva de Pastoreo    |
| Fecha 3 | Liga Tebicuary de Fútbol      | 1 - 1 | Liga Hernandariense de Fútbol |

### Llave 2
| Equipo                            | Pts | PJ | PG | PE | PP | GF | GC | DG |
| --------------------------------- | --- | -- | -- | -- | -- | -- | -- | -- |
| Liga Encarnacena de Fútbol        | 6   | 2  | 2  | 0  | 0  | 5  | 1  | 4  |
| Liga Regional de Fútbol Paraguarí | 3   | 2  | 1  | 0  | 1  | 3  | 5  | -2 |
| Liga Deportiva Casadeña           | 0   | 2  | 0  | 0  | 2  | 3  | 5  | -2 |

| Fecha 1 | Liga Deportiva Casadeña           | 2 - 3 | Liga Regional de Fútbol Paraguarí |
| Fecha 2 | Liga Encarnacena de Fútbol        | 2 - 1 | Liga Deportiva Casadeña           |
| Fecha 3 | Liga Regional de Fútbol Paraguarí | 0 - 3 | Liga Encarnacena de Fútbol        |

## Fase final
|  | Semifinales                       | Semifinales | Semifinales                   |   |                            | Final | Final | Final |  |
|  |                                   |             |                               |   |                            |       |       |       |  |
|  |                                   |             |                               |   |                            |       |       |       |  |
|  | Liga Regional de Fútbol Paraguarí | 2           | 0                             |   |                            |       |       |       |  |
|  | Liga Regional de Fútbol Paraguarí | 2           | 0                             |   |                            |       |       |       |  |
|  | Liga Deportiva de Pastoreo        | 5           | 3                             |   |                            |       |       |       |  |
|  | Liga Deportiva de Pastoreo        | 5           | 3                             |   | Liga Deportiva de Pastoreo | 1     | 1     |       |  |
|  |                                   |             |                               |   | Liga Deportiva de Pastoreo | 1     | 1     |       |  |
|  |                                   |             | Liga Hernandariense de Fútbol | 1 | 0                          |       |       |       |  |
|  | Liga Hernandariense de Fútbol     | 1           | Liga Hernandariense de Fútbol | 1 | 0                          | 2     |       |       |  |
|  | Liga Hernandariense de Fútbol     | 1           |                               |   |                            | 2     |       |       |  |
|  | Liga Encarnacena de Fútbol        | 1           | 1                             |   |                            |       |       |       |  |
|  | Liga Encarnacena de Fútbol        | 1           | 1                             |   |                            |       |       |       |  |
|  |                                   |             |                               |   |                            |       |       |       |  |

### Semifinal
| 2 de febrero de 2020 | Liga Regional de Fútbol Paraguarí | 2:5 | Liga Deportiva de Pastoreo                                     | Estadio Luis Salinas, Itauguá |  |
|                      | Carlos Coronel · Augusto Giménez  |     | Ricardo Solís · Juan Matínez · Mario Barrios · Alexis Zorrilla |                               |  |

{{Partidos
|local       =  Liga Deportiva de Pastoreo
|resultado   = 3:0
|visita      =  Liga Regional de Fútbol Paraguarí
|fecha       = 9 de febrero de 2020
|estadio     = Estadio Federico Llamosas
|ciudad      = Caaguazú
|asistencia  = 
|refe        = 
|goleslocal  = {{|}} 
 
|golesvisita = {{|}} 
 
|penaltis1   = 

|penaltis2   = 

|resultado penalti = 
|reporte     = 
}}

| 3 de febrero de 2020 | Liga Hernandariense de Fútbol | 1:1 (0:0) | Liga Encarnacena de Fútbol | Estadio Felipe Giménez, Presidente Franco |  |
|                      | Javier Portillo 74'           |           | Alex Garay 89'             |                                           |  |

| 9 de febrero de 2020 | Liga Encarnacena de Fútbol | 1:2                        | Liga Hernandariense de Fútbol | Estadio Don Carlos Memmel, Cambyretá |  |
|                      | Damián Ullón               |                            | Javier Portillo               |                                      |  |
|                      |                            | Tiros desde el punto penal |                               |                                      |  |
|                      | Acierto de penal           |                            | Fallo de penal (atajado)      |                                      |  |

### Finales
| 16 de febrero de 2020, 17:00 | Liga Hernandariense de Fútbol | 1:1 (1:0) | Liga Deportiva de Pastoreo | Estadio Antonio Aranda, Ciudad del Este               |                                                       |
|                              | Ehber Fleitas 45+1'           |           | Juan Martínez 81'          | Asistencia: 7846 espectadores Árbitro(s): Carlos Arce | Asistencia: 7846 espectadores Árbitro(s): Carlos Arce |

| 23 de febrero de 2020, 17:00 | Liga Deportiva de Pastoreo | 1:0 (0:0) | Liga Hernandariense de Fútbol | Estadio Luis Salinas, Itauguá                       |                                                     |
|                              | Derlis Peralta 77'         |           |                               | Asistencia: 3277 espectadores Árbitro(s): Ever Jara | Asistencia: 3277 espectadores Árbitro(s): Ever Jara |

| Campeón Liga Deportiva de Pastoreo 1º título |